# Amedeo Biavati
Amedeo Biavati (Bolonia, 4 de abril de 1915-Bolonia, 22 de abril de 1979) fue un futbolista y director técnico italiano. Se desempeñaba en la posición de centrocampista.

## Selección nacional
Fue internacional con la selección de fútbol de Italia en 18 ocasiones y marcó 8 goles. Debutó el 12 de junio de 1938, en un encuentro válido por los cuartos de final de la Copa Mundial de Fútbol de 1938 ante la selección de Francia que finalizó con marcador de 3-1 a favor de los italianos.

### Participaciones en Copas del Mundo
| Mundial                        | Sede    | Resultado |
| ------------------------------ | ------- | --------- |
| Copa Mundial de Fútbol de 1938 | Francia | Campeón   |

## Clubes

### Como futbolista
| Club           | País   | Año       |
| -------------- | ------ | --------- |
| Bologna F. C.  | Italia | 1932-1934 |
| Calcio Catania | Italia | 1934-1935 |
| Bologna F. C.  | Italia | 1935-1947 |
| Reggina Calcio | Italia | 1948-1949 |
| Imolese Calcio | Italia | 1949-1950 |
| A. C. Magenta  | Italia | 1950-1951 |
| U. G. Manduria | Italia | 1951-1952 |
| A. S. Molfetta | Italia | 1953-1954 |
| A. C. Belluno  | Italia | 1954-1955 |

### Como entrenador
| Club           | País   | Año       |
| -------------- | ------ | --------- |
| Imolese Calcio | Italia | 1949-1950 |
| A. C. Magenta  | Italia | 1950-1951 |
| U. G. Manduria | Italia | 1951-1952 |
| A. S. Molfetta | Italia | 1953-1954 |
| A. C. Belluno  | Italia | 1954-1955 |
| U. S. Rovereto | Italia | 1969-1970 |

## Palmarés

### Como futbolista

#### Campeonatos nacionales
| Título  | Club          | País   | Año     |
| ------- | ------------- | ------ | ------- |
| Serie A | Bologna F. C. | Italia | 1936-37 |
| Serie A | Bologna F. C. | Italia | 1938-39 |
| Serie A | Bologna F. C. | Italia | 1940-41 |

#### Copas internacionales
| Título                 | Equipo              | País   | Año  |
| ---------------------- | ------------------- | ------ | ---- |
| Copa Mundial de Fútbol | Selección de Italia | Italia | 1938 |